# اس پراگوئه (واشینگتن)
اس پراگوئه (به انگلیسی: Sprague) شهری در شهرستان لینکلن ایالت واشنگتن است که در سرشماری سال ۲۰۱۰ میلادی، ۴۴۶ نفر جمعیت داشته است.